# Пералехос
Пералехос (ісп. Peralejos) — муніципалітет в Іспанії, у складі автономної спільноти Арагон, у провінції Теруель. Населення — 78 осіб (2010).
Муніципалітет розташований на відстані близько 230 км на схід від Мадрида, 16 км на північ від міста Теруель.

## Демографія
Динаміка населення (INE ):